# 15 Canis Majoris
15 Canis Majoris, som är stjärnans Flamsteed-beteckning, är en ensam stjärna, belägen i den mellersta delen av stjärnbilden Stora hunden  och har även variabelbeteckningen EY Canis Majoris. Den har en genomsnittlig skenbar magnitud av ca 4,82 och är svagt synlig för blotta ögat där ljusföroreningar ej förekommer. Baserat på parallaxmätning inom Hipparcosuppdraget på ca 2,7 mas, beräknas den befinna sig på ett avstånd på ca 1 200 ljusår (ca 370 parsek) från solen. Den rör sig bort från solen med en heliocentrisk radialhastighet på ca 28 km/s.

## Egenskaper
15 Canis Majoris är en blå till vit superjättestjärna  av spektralklass B1 Ib. Den har en massa som är ca 13 solmassor, en radie, som är ca 6,8 solradier och utsänder från dess fotosfär ca 20 000 gånger mera energi än solen vid en effektiv temperatur av ca 26 100 K.
15 Canis Majoris klassificeras som en variabel stjärna av Beta Cephei-typ och dess magnitud varierar från +4,79 till +4,84 med en period av 4,430 timmar.